# Station Slaithwaite
Slaithwaite is een spoorwegstation van National Rail in Kirklees in Engeland. Het station is eigendom van Network Rail en wordt beheerd door Northern Rail. 